# ヒラシュモクザメ
ヒラシュモクザメ (平撞木鮫) Sphyrna mokarran は、シュモクザメ科に属するサメの一種。シュモクザメ科としては最大で、6.1 mに達することがある。全世界の熱帯沿岸に生息し、ハンマー型の頭部（”cephalofoil”）の前縁が直線になることが特徴である。鎌型をした高い背鰭を持つ。単独性の頂点捕食者で、甲殻類・頭足類や硬骨魚・軟骨魚など様々な動物を食べる。特にアカエイ科を好み、ハンマー型の頭部で押さえつけて捕食する姿が観察されている。胎生で、1年おきに最大55匹の仔を産む。
潜在的に人に対して危険ではあるが、実際の攻撃例は少ない。フカヒレなどを目的に大量に漁獲されており、IUCNは保全状況を絶滅寸前としている。

## 分類
1837年にドイツの博物学者エドゥアルト・リュッペルによってZygaena mokarran の名で記載され、その後 Sphyrna 属に移動された。だが、1822年にアシル・ヴァランシエンヌが Sphyrna tudes を記載し、これがヒラシュモクザメに対応する学名だと誤解されてきた。1950年、Enrico Tortoneseによって、ヴァランシエンヌの記載がナミシュモクザメの特徴に一致することが明らかにされたことで、S. tudes の学名はこの種に対応するものとなり、ヒラシュモクザメを指す名として Sphyrna mokarran が有効な学名となった。紅海から得られた2.5mの雄個体がレクトタイプとして指定されている。
かつての形態系統解析では、シュモクザメは進化とともにcephalofoilの大きさを増加させてきたとされ、本種はシュモクザメの中で最も派生的なグループに属すると考えられてきた。だが、近年の核DNA・mtDNAを用いた分子系統解析では逆の結果が得られ、本種はシロシュモクザメとともにシュモクザメ属の基底に位置するとされる。

## 分布
北緯40°から南緯37°までの、主に熱帯域で見られる。西部大西洋ではノースカロライナ州からメキシコ湾・カリブ海を経てウルグアイまで、東部大西洋では地中海・モロッコからセネガル、インド洋では全域の沿岸、西部太平洋では琉球列島からオーストラリア・ニューカレドニア・フランス領ポリネシア、東部太平洋ではバハカリフォルニアからペルーに分布する。ガンビア・ギニア・モーリタニア・シエラレオネ・西サハラに分布する可能性もあるが、正式には確認されていない。1mより浅い浅海から水深80mの沖合まで見られる。サンゴ礁を好むが、大陸棚上・海底段丘・礁湖・陸に近い深みにも生息する。回遊を行い、フロリダや南シナ海の個体群は夏になると高緯度に移動することが記録されている。

## 形態

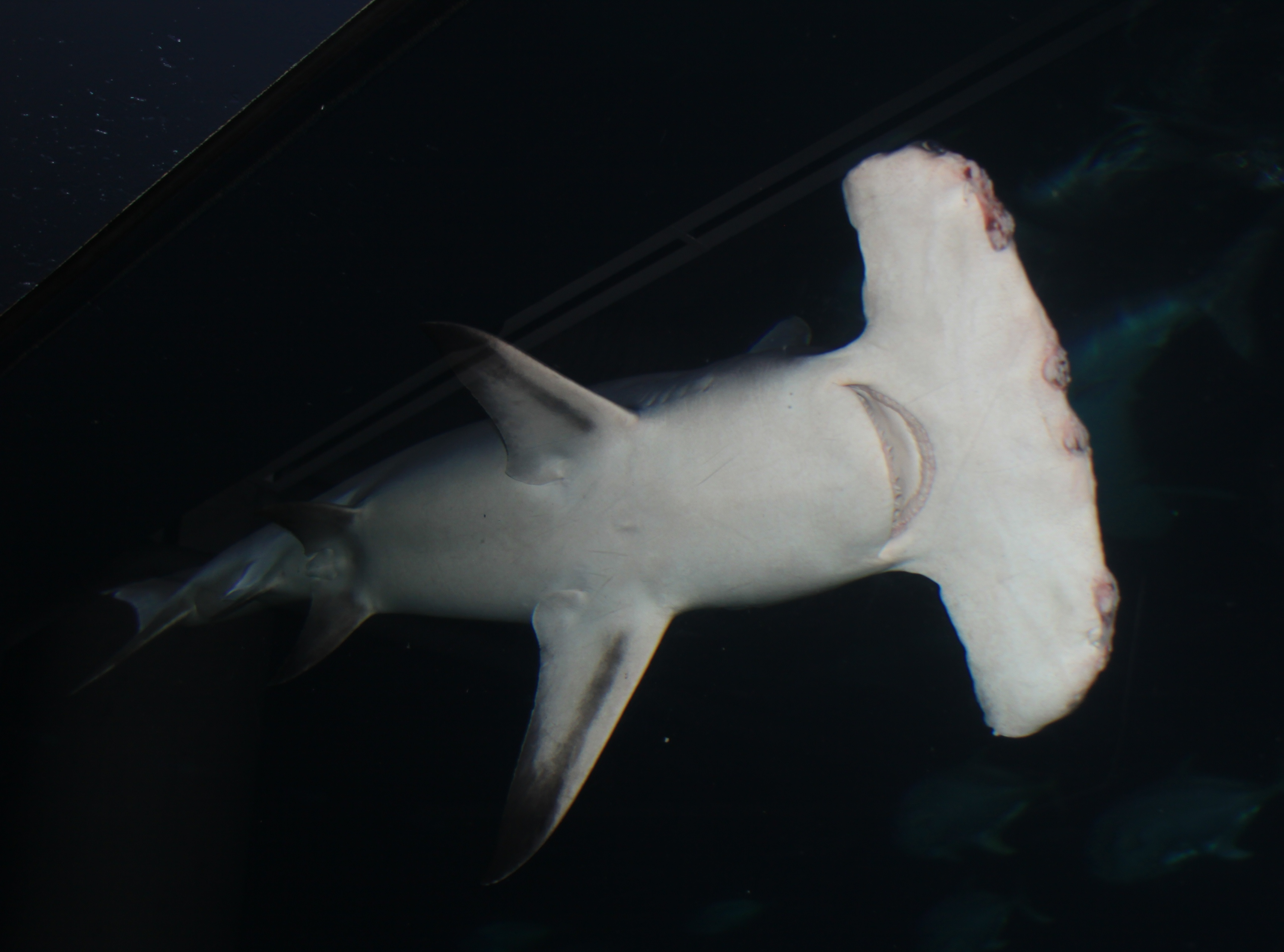
頭部前縁が直線になることが特徴である。

体は流線型で、シュモクザメに典型的な長く伸びたcephalofoilを持つ。成体のcephalofoilは前縁がほとんど直線で、内側と外側に明瞭な窪みがある。cephalofoilの前縁が弧を描いているアカシュモクザメやシロシュモクザメとはこの点で区別することができる。cephalofoilの幅は全長の23–27%。歯は三角形で強い鋸歯を持ち、口角に向かうほど傾く。片側の歯列は、上顎で17、下顎で16-17。顎の中央には、上顎に2-3、下顎に1-3の正中歯列がある。
第一背鰭は独特で、強い鎌型で非常に高さがあり、胸鰭の基底の上に位置する。第二背鰭と臀鰭は比較的大きく、後縁には深い欠刻がある。腹鰭は鎌型で後縁は凹み、後縁が直線のアカシュモクザメと区別することができる。皮膚は互いに近接した皮歯で覆われる。各皮歯は菱形で、小型個体では3–5本、大型個体では5–6本の水平隆起が後縁の鋸歯に向かって走る。背面は暗褐色から緑褐色、灰白色。腹面に向かうに連れて次第に白くなる。成体では鰭に模様はないが、幼体の第二背鰭の先端には黒い模様があることがある。
平均して3.5 m、230 kgになる。少数の個体、特に雌はかなり大きくなる場合があり、最大で6.1 mの記録がある。最重量記録は2006年にフロリダ州のBoca Grandeで捕獲された4.4 mの個体で、580 kgあった。これは、この個体が妊娠中であり、出産直前の55匹の幼体を体内に抱えていたためである。

## 生態
単独性・放浪性の捕食者で、他のサンゴ礁性サメよりも行動範囲は広い。脅威に対しては敵対行動を行い、胸鰭を下ろした威嚇姿勢でぎこちなく泳ぎ回る。幼体はオオメジロザメなどの大型のサメに捕食されるが、成体には特に天敵はいない。ヨロイアジ属の Carangoides bartholomaei が本種の体側に体を擦り付ける姿が目撃されており、おそらく自身の寄生虫を落とすためだと考えられる。ブリモドキの群れを伴っていることもある。寄生虫として、カイアシ類の Alebion carchariae ・Alebion elegans ・Nesippus orientalis ・Nesippus crypturus ・Eudactylina pollex ・Kroyeria gemursa ・Nemesis atlantica などが知られている。泳ぐ時は体を約60度傾けてエネルギーを節約する（長い背びれを翼として揚力を得る）。

### 摂餌

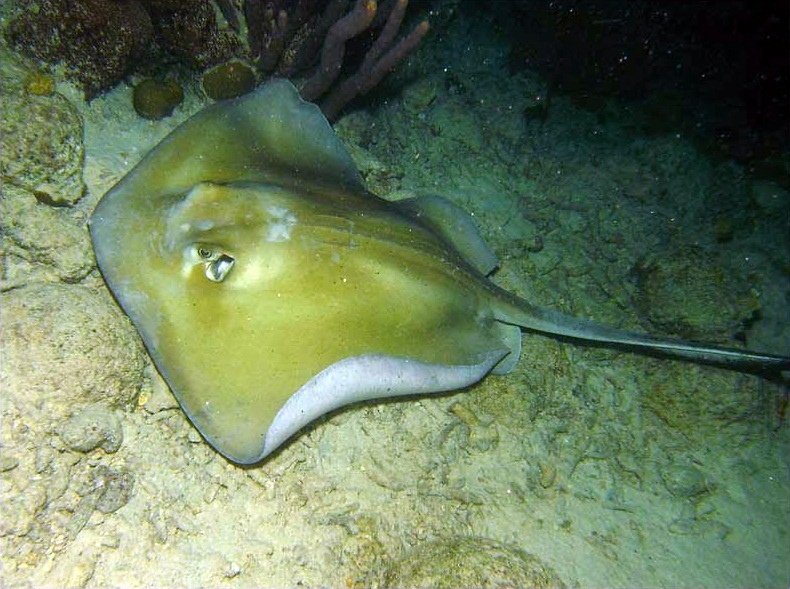
アカエイ類を好む。

活動的な捕食者で、様々な餌を食べる。餌としては、カニ・ロブスター・イカ・タコのような無脊椎動物、ターポン・イワシ・ハマギギ科・ガマアンコウ・タイ科, イサキ科・アジ科・ニベ科・ハタ・カレイ目・ハコフグ・ハリセンボンのような硬骨魚、ホシザメ属のような小型のサメが知られている。ランギロア環礁では、繁殖行動で疲弊したオグロメジロザメを日和見的に捕食した例がある。共食いもする。
餌としてエイ、特にアカエイ科を好む。アカエイ類は尾に毒針を持つが、この毒の影響はあまり受けないようで、フロリダで捕獲されたある個体には口の周辺に96本の針が突き刺さっていた。狩りは主に夜明けと夕暮れに行い、頭を広く振りながら海底の直上を泳ぎ回って、砂中のエイの発する電気信号を、cephalofoilの下面に位置する無数のロレンチーニ器官で拾う。cephalofoilは運動性を上げるための水中翼としても機能し、急速に旋回して発見した獲物に襲いかかることができるt。フロリダでは多くの場合、投入された餌に最も早く接近してくるサメであり、嗅覚が特に鋭敏であることが示唆される。
ある個体がバハマでアメリカアカエイを襲撃した時の記録から、cephalofoilの別の機能が推測されている。襲撃時には、まず、上からの一撃によってエイの体を海底に押し付けた。次に頭部を中心に体を回転させ、エイの両側の鰭を強く噛むことで運動能力を奪った。その後、この個体はエイを咥え、頭部を高速で振ってエイをバラバラに引き裂いた。外海でマダラトビエイを襲撃した記録では、まず、その胸鰭を強く噛み無力化。次に頭部でエイを海底に押し付け、エイの頭部に噛み付いた。これらの観察結果から、本種は狩りの手法として、最初の一撃でエイを無力化することが推測される。この戦術はホオジロザメのものと似ている。狩りのプロセスにおいて、cephalofoilは獲物をうまく扱うことに適応していると考えられる。

### 生活史

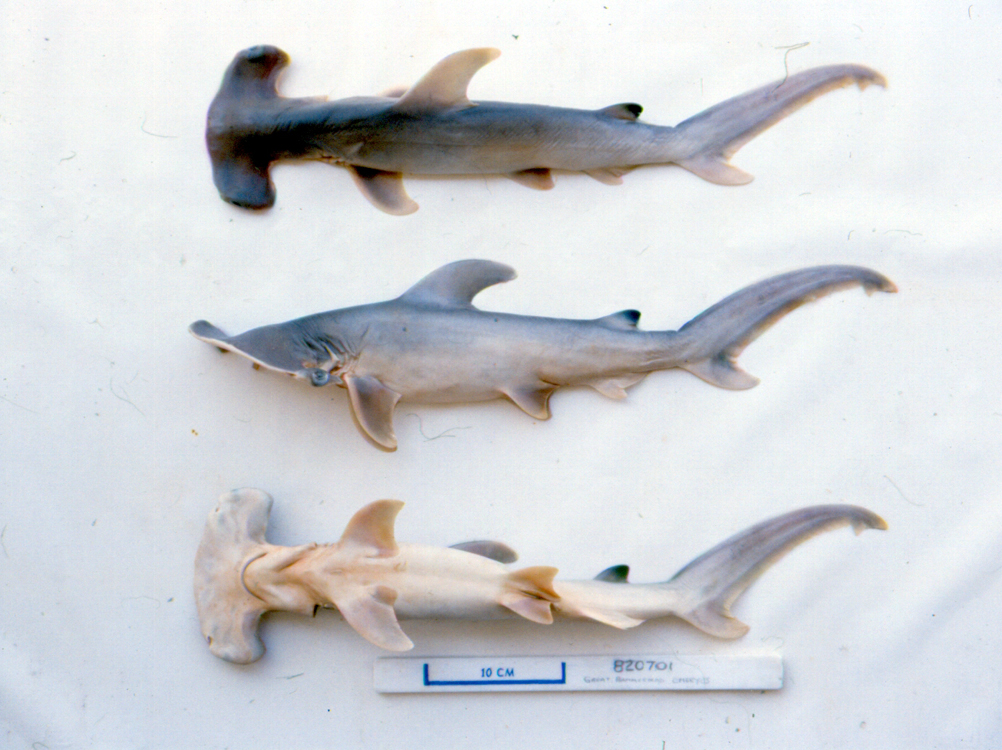
胎児は胎盤から栄養されて育つ。

他のシュモクザメ同様に胎生で、卵黄を使い果たした胎児は卵黄嚢を胎盤に転換する。ほとんどのサメは海底近くで交尾を行うが、本種は海面で交尾を行うと考えられる。バハマにおいて、番いが互いの周囲を回りながら浮上し、海面に達した所で交尾を始めた記録がある。雌は2年に1回、北半球では晩春から夏、オーストラリアでは12-1月に出産する。妊娠期間は11ヶ月。産仔数は6–55だが、典型的には20–40である。出生時は50–70 cm。雄は2.3–2.8 m・51 kg、雌は2.5–3.0 m・41 kgで性成熟する。幼体は成体と異なり、cephalofoilの前縁が弧を描く。一般的な寿命は20-30年だが、Boca Grandeで捕獲された雌の中には40–50歳と推定されるものもいた。

## 人との関わり

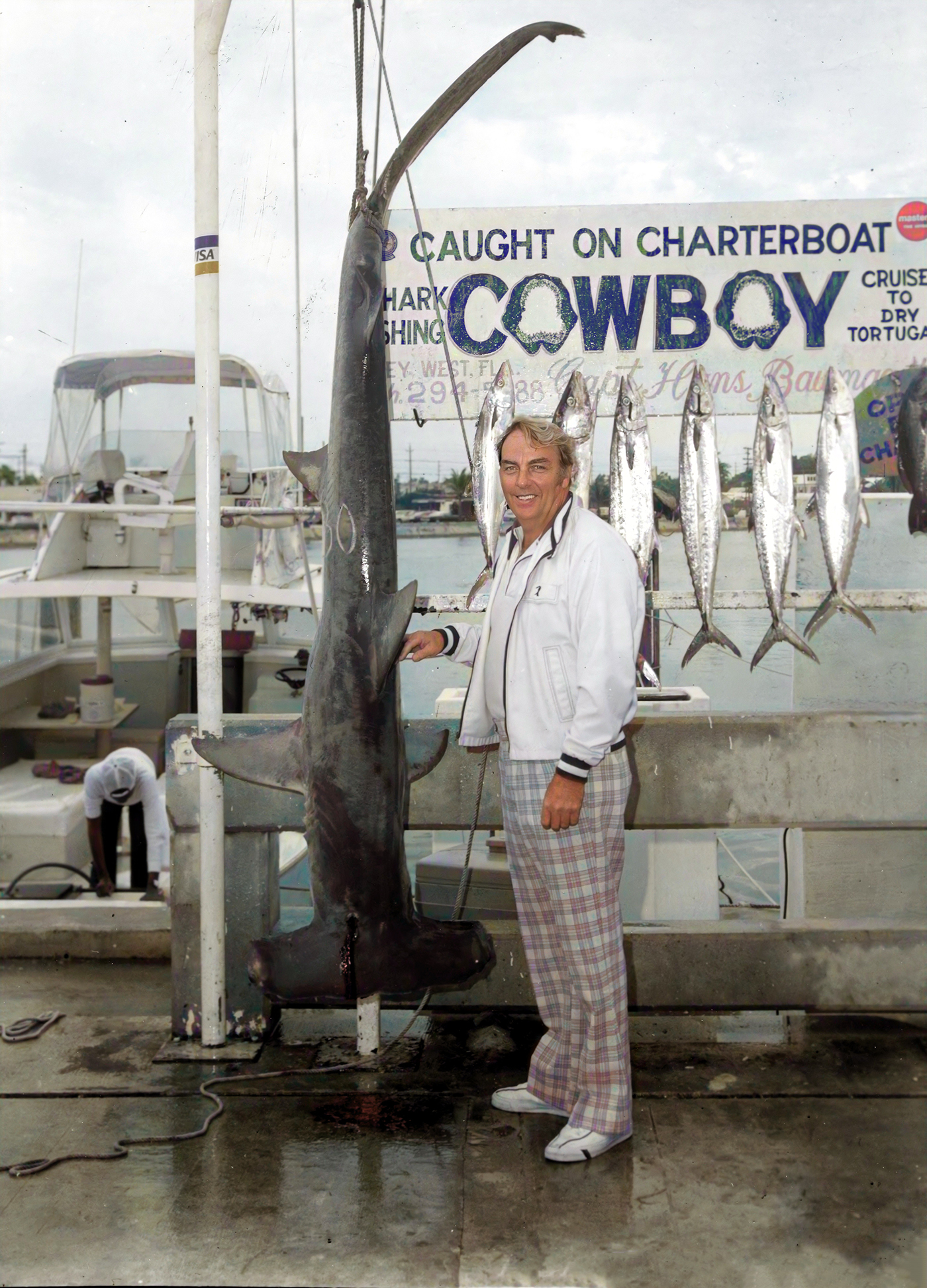
釣り人に捕獲された個体。乱獲により個体数が減少している。

体が大きく、切断に向いた歯を持つため、人に致命的な傷を負わせることができることは確かであり、周囲で活動する際には注意すべきである。本種に関しては、攻撃性が高く最も危険なシュモクザメであるという評価があるが、これは不当なものであるかもしれない。ダイバーの報告によると、本種は臆病で、人を無視する傾向がある。だが、最初に水中に入った時にはダイバーに近づき、突撃するような素振りを見せたとの報告もある。2011年の国際サメ被害目録にはシュモクザメによる34件の攻撃が記録され、その内17件が能動的な攻撃で、死亡例はない。種の特定が困難であるため、何件の攻撃が本種によるものであるかは不明だが、少なくとも1件の挑発された攻撃は、本種に帰せられるものである。
熱帯域の商業漁業・遊漁の双方で、延縄・底定置網・釣り・トロール網などによって漁獲されている。肉の利用は少ないが、アジアでのフカヒレ需要を満たすために鰭の価値は上昇している。鮫皮・肝油・魚粉としても利用される。混獲による死亡率も非常に高く、北西大西洋やメキシコ湾での死亡率は90%に達する。サメよけネットに絡まることも、オーストラリアや南アフリカの砂浜での本種の死因の一つとなっている。

### 保護
全体的に個体密度が低く世代時間が長いため、乱獲の影響を非常に受けやすい。本種を他のシュモクザメから分けて記録している漁業報告は少なく、保全状況の評価は困難である。IUCNは全世界での保全状況を絶滅危惧としている。北西大西洋とメキシコ湾でも絶滅危惧とされ、漁業の標的とはなっていないが、混獲により1990年代から個体数は50%減少している。インド洋南西部でも絶滅危惧とされ、多数の延縄漁船が違法に本種やトンガリサカタザメを密漁している。地域的なものか全世界的なものかは不明だが、1973年から2003年の間にインド洋での漁獲量は73%減少している。アフリカ西海岸では絶滅寸前とされ、過去25年で資源量は80%減少したと見られている。漁業規制や監視は行われていないが、西アフリカの地域漁業委員会 (SRFC) は本種を地域的に最も危機に瀕している4種の内の1種と捉えている。オーストラリア北部での保全状況は情報不足とされているが、「高リスク」の状態にあると考えられる。フカヒレの価値の上昇を反映し、不法、無報告及び無規制（IUU）漁業が大幅に増加していることも懸念事項である。
本種特有の保護政策は行われていない。海洋法に関する国際連合条約の附属書Iに高度回遊性魚種として掲載されているが、この条約の下での管理は実施されていない。大西洋まぐろ類保存国際委員会 (ICCAT) のような国際的な規制団体によって、フィニングを含め、本種への漁獲圧は減らされるべきである。 
日本では漁獲されることがなく、その巨体から搬入が困難であり飼育も簡単な種ではない為、日本の水族館での搬入歴はほとんどない。海外ではジョージア水族館、アトランティス水族館、アドベンチャー水族館での飼育が知られており、ヒラシュモクザメの保護活動や本種についての教育も行っている。